# فهرست فرمانروایان دانمارک
فهرست زیر شامل تمامی شاهان و ملکه‌هایی است که بر دانمارک حکومت کرده‌اند.

## فرمانروایان دانمارک

### خاندان گورم
| نام                                              | پرتره | تولد                                                  | ازدواج                                                                                    | مرگ                                          |
| ------------------------------------------------ | ----- | ----------------------------------------------------- | ----------------------------------------------------------------------------------------- | -------------------------------------------- |
| گورم پیر (Gorm den Gamle) ۹۴۰–۹۵۸                |       | میلادی ۹۰۰ پسر هارتاکانوت اول                         | تیرا چهار فرزند                                                                           | میلادی ۹۵۸                                   |
| هارالد اول دندان آبی (Harald Blåtand) ۹۵۸–۹۸۵/۸۶ |       | میلادی ۹۲۵ پسر گورم پیر و تیرا                        | (1) Gyrid of Sweden by 950 چهار یا شش فرزند (2) Tove of the Obotrites میلادی ۹۷۰ no issue | ۱ نوامبر ۹۸۵ یومسبورگ حدود ۵۰–۶۰ سالگی       |
| اسون یکم ریش‌چنگالی (Svend Tveskæg) ۹۸۶–۱۰۱۴      |       | میلادی ۹۶۰ پسر هارالد بلاتند و Gyrid of Sweden        | (1 & 2) Gunhild of Wenden یا Sigrid the Haughty هشت فرزند یا بیشتر                        | ۳ فوریه ۱۰۱۴ گاینسبورو، لینکلن‌شر ۵۳–۵۴ سالگی |
| هارلد دوم اسوندسن ۱۰۱۴–۱۰۱۸                      |       | ? بزرگ‌ترین پسر اسون یکم و گانهیلد یا Sigrid           | نامشخص                                                                                    | میلادی ۱۰۱۸                                  |
| کانوت بزرگ (Knud den Store) ۱۰۱۸–۱۰۳۵            |       | میلادی ۹۸۵/۹۵ پسر کوچکتر اسون یکم و گانهلید یا Sigrid | (۱) Ælfgifu of Northampton دو فرزند (۲) اما نورماندی ۲/۳۱ ژوئیه۱۰۱۷ دو فرزند              | ۱۲ نوامبر ۱۰۳۵ شافتسبوری حدود ۴۰–۵۰ سالگی    |
| هاردیکانوت (Hardeknud) ۱۰۳۵–۱۰۴۲                 |       | میلادی ۱۰۲۰ انگلستان پسر کانوت بزرگ و اما نورماندی    | هرگز ازدواج نکرد                                                                          | ۸ ژوئن ۱۰۴۲ لمبت ۲۱–۲۲ سالگی                 |

### خاندان فیرهیر
| نام                                    | پرتره | تولد                                              | ازدواج           | مرگ                          |
| -------------------------------------- | ----- | ------------------------------------------------- | ---------------- | ---------------------------- |
| ماگنوس خوب (Magnus den Gode) ۱۰۴۲–۱۰۴۷ |       | c. 1024 نروژ پسر نامشروع اولاف دوم نروژ و آلفهیلد | هرگز ازدواج نکرد | ۲۵ اکتبر ۱۰۴۷ شیلند ۲۳ سالگی |

### خاندان استریدسن
| نام                                                          | پرتره | تولد                                                                        | ازدواج                                                                                       | مرگ                                        |
| ------------------------------------------------------------ | ----- | --------------------------------------------------------------------------- | -------------------------------------------------------------------------------------------- | ------------------------------------------ |
| اسون دوم استریدسن (Svend Estridsen) ۱۰۴۷–۱۰۷۶                |       | c. ۱۰۱۹ انگلستان پسر jarl Ulf Torgilsson و استرید اسوندستر (خواهر اسون اول) | (1) Gyda of Sweden c. 1048 (2) Gunnhildr Sveinsdóttir c. ۱۰۵۰                                | ۲۸ آوریل ۱۰۷۶ Søderup سال ۵۴–۵۷            |
| هارالد سوم مهربان (Harald Hén) ۱۰۷۶–۱۰۸۰                     |       | c. ۱۰۴۰ پسر نامشروع اسون دوم                                                | Margareta Hasbjörnsdatter no issue                                                           | ۱۷ آوریل ۱۰۸۰ ۴۰ سال                       |
| کانوت چهارم مقدس (Knud den Hellige) ۱۰۸۰–۱۰۸۶                |       | c. ۱۰۴۲ پسر نامشروع اسون دوم                                                | آدلا فلاندرز c. ۱۰۸۰ سه فرزند                                                                | ۱۰ ژوئیه ۱۰۸۶ St. Alban's Priory ۴۳–۴۴ سال |
| اولاف اول گرسنه (Oluf Hunger) ۱۰۸۶–۱۰۹۵                      |       | c. 1050 پسر نامشروع اسون دوم                                                | اینگگرد نروژ c. ۱۰۷۰ یک دختر                                                                 | ۱۸ اوت ۱۰۹۵ ۴۴–۴۵ سال                      |
| اریک اول خوب (Erik Ejegod) ۱۰۹۵–۱۱۰۳                         |       | c. 1050 Slangerup پسر نامشروع اسون دوم                                      | Boedil Thurgotsdatter قبل از ۱۰۸۶ یک پسر                                                     | ۱۰ ژوئیه ۱۱۰۳ پافوس، قبرس ۴۲–۴۳ سال        |
| نیلز ۱۱۰۴–۱۱۳۴                                               |       | c. 1065 پسر نامشروع اسون دوم                                                | (۱) مارگریت فردکولا c. ۱۱۰۵ دو پسر (2) Ulvhild Håkansdotter c. ۱۱۳۰ no issue                 | ۲۵ ژوئن ۱۱۳۴ شلسویگ ۶۸–۶۹ سال              |
| اریک دوم جالب (Erik Emune) ۱۱۳۴–۱۱۳۷                         |       | c. 1090 پسر نامشروع اریک اول                                                | مالمفرد کیف c. ۱۱۳۰ no issue                                                                 | ۱۸ ژوئیه۱۱۳۷ Urnehoved ۴۶–۴۷ سال           |
| اریک سوم ساده (Erik Lam) ۱۱۳۷–۱۱۴۶ (استعفا داد)              |       | c. ۱۱۲۰ پسر Hakon Sunnivasson و Ragnhild Eriksdatter                        | Lutgard of Salzwedel c. ۱۱۴۴ no issue                                                        | ۲۷ اوت ۱۱۴۶ St. Canute's Abbey ۲۵–۲۶ سال   |
| اسون سوم (Svend Grathe) ۱۱۴۶–۱۱۵۷                            |       | c. ۱۱۲۵ پسر نامشروع اریک دوم                                                | آدلا میسن c. ۱۱۵۲ دو فرزند                                                                   | ۲۳ اکتبر ۱۱۵۷ گراته هیلد ۳۱–۳۲ سال         |
| کانوت پنجم (Knud 5.) ۱۱۴۶–۱۱۵۷                               |       | c. ۱۱۲۹ بزرگ‌ترین پسر مأنوس اول سوئد and ریچزا لهستان                        | هلنا سوئد c. ۱۱۵۶ no issue                                                                   | ۹ اوت ۱۱۵۷ راسکیله ۲۷–۲۸ سال               |
| والدمار اول بزرگ (Valdemar den Store) ۱۱۴۶–۱۱۸۲              |       | ۱۴ ژانویه ۱۱۳۱ تنها پسر کانوت لاوارد و اینگبورگ کیف                         | سوفیا مینسک c. ۱۱۵۷ Viborg Cathedral هشت فرزند                                               | ۱۲ مه ۱۱۸۲ Vordingborg Castle ۵۱ سال       |
| کانوت ششم (Knud 6.) ۱۱۸۲–۱۲۰۲                                |       | c. ۱۱۶۳ بزرگ‌ترین پسر والدمار اول و سوفیا مینسک                              | Gertrude of Bavaria فوریه ۱۱۷۷ کلیسای جامع لوند no issue                                     | ۱۲ نوامبر ۱۲۰۲ ۳۸–۳۹ سال                   |
| والدمار دوم فاتح (Valdemar Sejr) ۱۲۰۲–۱۲۴۱                   |       | ۹ مه/۲۸ ژوئن ۱۱۷۰ دومین پسر والدمار اول و سوفیا مینسک                       | (1) Dagmar of Bohemia c. ۱۲۰۵ لوبک one son (2) Berengaria of پرتغال ۱۸/۲۴ مه ۱۲۱۴ چهار فرزند | ۲۸ مارس ۱۲۴۱ Vordingborg Castle ۷۰ سال     |
| والدمار جوان (Valdemar den Unge) ۱۲۱۵–۱۲۳۱                   |       | c. ۱۲۰۹ تنها پسر والدمار دوم و داگمار بوهم                                  | Eleanor of Portugal ۲۴ ژوئن ۱۲۲۹ ریب Cathedral یک فرزند\| ۲۸ نوامبر ۱۲۳۱ Refsnæs ۲۱–۲۲ سال   |                                            |
| اریک چهارم (Erik Plovpenning) ۱۲۳۲–۱۲۵۰                      |       | c. ۱۲۱۶ پسر نا مشروع والدمار دوم و برنگاریا پرتغال                          | Jutta of Saxony ۱۷ نوامبر ۱۲۳۹ شش فرزند                                                      | ۹ اوت ۱۲۵۰ on the Schlei ۳۳–۳۴ سال         |
| آبل 1 November ۱۲۵۰–۱۲۵۲                                     |       | c. ۱۲۱۸ پسر دوم والدمار دوم و برنگاریا پرتغال                               | Matilda of Holstein ۲۵ آوریل ۱۲۳۷ Schleswig Cathedral چهار فرزند                             | ۲۹ ژوئن ۱۲۵۲ Eiderstedt سال ۳۳–۳۴          |
| کریستوفر اول (Christoffer 1.) ۲۵ دسامبر ۱۲۵۲–۱۲۵۹            |       | c. ۱۲۱۹ پسر سوم والدمار دوم و برنگاریا پرتغال                               | Margaret Sambiria c. ۱۲۴۸ پنج فرزند                                                          | ۲۹ مه ۱۲۵۹ ریبه ۳۹–۴۰ سال                  |
| اریک پنجم (Erik Klipping) ۱۲۵۹–۱۲۸۶                          |       | c. ۱۲۴۹ پسر نا مشروع کریستوفر اول                                           | Agnes of Brandenburg ۱۱ نوامبر ۱۲۷۳ Schleswig Cathedral هفت فرزند                            | ۲۲ نوامبر ۱۲۸۶ Finderup ۳۶–۳۷ سال          |
| اریک ششم (Erik Menved) ۱۲۸۶–۱۳۱۹                             |       | c. ۱۲۷۴ پسر نامشروع اریک پنجم و اگنس براندنبرگ                              | Ingeborg of Sweden ژوئن ۱۲۹۶ Kärnan Castle چهارده فرزند                                      | ۱۳ نوامبر ۱۳۱۹ راسکیله ۴۴–۴۵ سال           |
| کریستوفر دوم (Christoffer 2.) ۲۵ January ۱۳۲۰–۱۳۲۶ (deposed) |       | ۲۹ سپتامبر ۱۲۷۶ دومین پسر اریک پنجم و اگنس براندنبرگ                        | Euphemia of Pomerania c. ۱۳۰۰ شش فرزند                                                       | ۲ اوت ۱۳۳۲ Nykøbing Castle ۵۵ سال          |
| Eric (Erik Christoffersen) ۱۳۲۱–۱۳۲۶ (deposed)               |       | c. ۱۳۰۷ eldest son of Christopher II and Euphemia of Pomerania              | Elizabeth of Holstein-Rendsburg ۱۳۳۰ no issue                                                | early ۱۳۳۲ c. ۲۵ سال                       |
| Valdemar III (Valdemar 3.) ۱۳۲۶–۱۳۲۹ (deposed)               |       | c. ۱۳۱۴ تنها پسر اریکدوم، دوک شلسویگ و آدلاید هولشتاین                      | Richardis of Schwerin دو پسر                                                                 | c. ۱۳۶۴ ۴۹–۵۰ سال                          |
| کریستوفر دوم (Christoffer 2.) ۱۳۲۹–۱۳۳۲ (به پادشاهی بازگشت)  |       | ۲۹ سپتامبر ۱۲۷۶ دومینپسر اریک پنجم و آن براندنبورگ                          | Euphemia of Pomerania c. 1300 شش فرزند                                                       | ۲ اوت ۱۳۳۲ Nykøbing Castle ۵۵ سال          |
| Eric (Erik Christoffersen) ۱۳۲۹–۱۳۳۲                         |       | c. ۱۳۰۷ بزرگ‌ترین پسر کریستوفر دوم و Euphemia of Pomerania                   | الیزابت هولشتاین-رندسبورگ ۱۳۳۰ no issue                                                      | اوایل ۱۳۳۲ c. ۲۵ سال                       |
| دوره فترت (۱۳۳۲–۱۳۴۰)                                        |       |                                                                             |                                                                                              |                                            |
| والدمار چهارم آترداگ (Valdemar Atterdag) ۲۱ ژوئن ۱۳۴۰–۱۳۷۵   |       | c. ۱۳۲۰ سومین پسر کریستوفر دوم و Euphemia of Pomerania                      | هلویگ شلسویگ c. ۱۳۴۰ Sønderborg Castle شش بچه                                                | ۲۴ اکتبر ۱۳۷۵ Gurre Castle ۵۴–۵۵ سال       |

### خاندان Bjelbo
| نام                                | پرتره | تولد                                                              | ازدواج           | مرگ                                |
| ---------------------------------- | ----- | ----------------------------------------------------------------- | ---------------- | ---------------------------------- |
| اولاف دوم (Oluf 2.) ۳ مه ۱۳۷۶–۱۳۸۷ |       | دسامبر ۱۳۷۰ Akershus Castle تنها پسر هاکون ششم نروژ و مارگریت اول | هرگز ازدواج نکرد | ۲۳ اوت ۱۳۸۷ قلعه فالستربو ۱۶ سالگی |

### House of Estridsen (1376–1412)
| Name                                                           | Portrait | Birth                                                                               | Marriages                                                   | Death                                              |
| -------------------------------------------------------------- | -------- | ----------------------------------------------------------------------------------- | ----------------------------------------------------------- | -------------------------------------------------- |
| Margaret I (مارگارت اول) 1376–1389 (دفاکتو) ۱۳۸۹–۱۴۱۲ (دو ژور) |          | ح. 1353 Vordingborg Castle youngest daughter of Valdemar IV and Helvig of Schleswig | Haakon VI of Norway 9 April 1363 Church of Our Lady one son | 28 October 1412 Ship on Flensburg Fjord aged ۵۸–۵۹ |